# Ralph Thomas
Ralph Thomas (* 10. August 1915 in Hull, Yorkshire; † 17. März 2001 in London) war ein englischer Filmregisseur.

## Leben und Karriere
Thomas kam bereits als 17-Jähriger zum Film. Über kleinste Aushilfstätigkeiten wurde er Kameraassistent und von 1935 bis 1939 arbeitete er als Filmeditor. Er nahm bis zu einer Kriegsverletzung 1944 am Zweiten Weltkrieg teil und kehrte nach dem Krieg ins Filmgeschäft zurück. Zunächst entwarf er Werbetrailer und erhielt dann 1949 die Möglichkeit, seinen ersten Film als Regisseur zu drehen.
Thomas entwickelte sich in den 1950er Jahren zu einem der erfolgreichsten britischen Regisseure und war in vielen Genres zu Hause. Vor allem seine Doktor-Filmreihe wurde ein Kassenschlager in Großbritannien und etablierte den Schauspieler Dirk Bogarde. Mit Bogarde schuf er noch zahlreiche weitere Filme außerhalb der Doktor-Reihe. Auch die Filmkritik war positiv, so wurde beispielsweise sein Lustspiel Treppauf - treppab aus dem Jahr 1959 mit Claudia Cardinale von der Evangelischen Filmgilde zum empfehlenswerten Film des Monats Mai 1960 gekürt.
Auch sein Bruder Gerald Thomas war ein erfolgreicher Regisseur.

## Filmografie (Auswahl)
- 1949: Wenn Frauen träumen (Once Upon a Dream)
- 1951: Auf falscher Spur (The clouded Yellow)
- 1954: Aber, Herr Doktor… (Doctor in the House)
- 1955: Doktor Ahoi! (Doctor at Sea)
- 1955: Submarine: U-Boote greifen an (Above us the Waves)
- 1956: Der eiserne Unterrock (The Iron Petticoat)
- 1956: Straße des Todes (Checkpoint)
- 1957: Gefährliches Erbe (Campbell's Kingdom)
- 1957: Hilfe, der Doktor kommt! (Doctor at Large)
- 1958: … denn der Wind kann nicht lesen (The Wind cannot read)
- 1958: Zwei Städte (A Tale of Two Cities)
- 1959: Die 39 Stufen (The 39 Steps)
- 1959: Treppauf - treppab (Upstairs and Downstairs)
- 1960: Dreimal Liebe täglich (Doctor in Love)
- 1960: Verschwörung der Herzen (Conspiracy of the Hearts)
- 1961: Und morgen alles (No Love for Johnnie)
- 1962: Das letzte Wort hat sie (A Pair of Briefs)
- 1963: Doktor in Nöten (Doctor in Distress)
- 1964: Manche mögen's geheim (Hot enough for June)
- 1964: Freiwild unter heißer Sonne (The high bright Sun)
- 1966: Heiße Katzen (Deadlier than the Male)
- 1966: Hilfe, sie liebt mich nicht! (Doctor in Clover)
- 1968: Der Haftbefehl (Nobody runs forever)
- 1970: Ein blinder Passagier hat's schwer (Doctor in Trouble)
- 1971: Auf der Suche nach Liebe (Quest for Love)
- 1971: Spatz in der Hand (Percy)
- 1973: Kates Schachzug wider die Liebe (The Love Ban)
- 1974: Percy - Der Potenzprotz (Percy's Progress)
- 1979: Die Superprofis (A Nightingale Sang in Berkeley Square)